# 6000 عدو (فلم)
6000 عدو هو فيلم درامي أمريكي صدر عام 1939 من إخراج جورج بي سيتز وبطولة والتر بيجون في دور المدعي العام الناجح الذي يتم توريطه بتهمة الرشوة. وعلى الرغم من براءته، يتم إرساله إلى السجن حيث يكافح لتبرئة اسمه. كما يشارك في الفيلم ريتا جونسون.

## ملخص القصة
يطلق المدعي العام المنتخب ستيف دونيجان حملة لمكافحة الجريمة المنظمة. فيما يخطط زعيم الجريمة جو سيلينوس، لتوريط دونيجان في قضية قبول رشوة. يُحكم على دونيجان بالسجن، حيث يلتقي مرة أخرى بجميع الرجال الذين أدانهم خلال حملته لمكافحة الجريمة. يتلقى مارتن أوامر بالقضاء على دونيجان. تنقذ آن باري، المحكوم عليها بالاختلاس، حياته من خلال تنبيه الحراس إلى صراخها.
يلاحق شقيق ستيف سيلينوس، متنكرًا في هيئة سائق من أجل إثبات براءته. "سوكس" مارتن يضرب ستيف دونيجان ست مرات، لكنه يستمر في النهوض والقتال. يتم تهريب مسدسين إلى السجن داخل سلة فواكه مخصصة للسجان. يقترح "سوكس" أن ينضم ستيف إليه في هروب السجن. عندما يصل فيل إلى السجن لرؤية ستيف، يتم إطلاق النار عليه في الطريق السريع خارج البوابات مباشرة. يثور السجناء نتيجة لإطلاق النار، وتبدأ عملية الهروب من السجن.

## طاقم الممثلين
- والتر بيجون بدور ستيف دونيجان
- ريتا جونسون بدور آن باري
- بول كيلي بدور الدكتور مالكولم سكوت
- نات بيندلتون بدور "سوكس" مارتن
- هارولد هوبر بدور جو سيلينوس
- جرانت ميتشل بدور مدير السجن ألفين باركهورست
- جون أرليدج بدور فيل دونيجان
- جيه.إم. كريجان بدور دان باريت
- أدريان موريس بدور 'بول' سنايدر
- جوين "بيج بوي" ويليامز دور ماكسي (بدور جين ويليامز)
- آرثر أيلزورث بدور "بلوبيرد" داوسون
- ريموند هاتون بدور السجين "ويبي" يرن
- ليونيل رويس بدور السجين 'داتش' مايرز
- توم نيل دور السجين رانسوم
- ويلي فونج بدور وانج

## روابط خارجية
- 6000 عدو  في قاعدة بيانات الأفلام على الإنترنت (بالإنجليزية)
- 6000 عدو على موقع أول موفي.
- 6000 عدو (فلم) في قاعدة بيانات تيرنر كلاسيك موفيز للأفلام.
- 6000 عدو على فهرس معهد الفيلم الأمريكي